# Palais Sclafani
Le palais Sclafani, situé Piazza della Vittoria à Palerme, et bénéficiant d'une position privilégiée, proche du palais des Normands, a été construit en 1330 par le seigneur féodal Matteo Sclafani, en concurrence avec le palais Chiaramonte que son beau-frère a fait construire à la même époque.
L'aspect d'origine a été bouleversé en 1435 pour abriter l'hôpital public, puis en 1832 par sa transformation en caserne. La façade présente des arcades entrelacées élevées qui comprennent d'élégantes fenêtres à meneaux ; sur le portail se trouve un kiosque avec les armes des Sclafani, ainsi qu'un aigle réalisé par le sculpteur Bonaiuto Pisano.
Il est gravement touché par les bombardements alliés sur Palerme dans la nuit du 29 au 30 juin 1943.

## Le Triomphe de la Mort

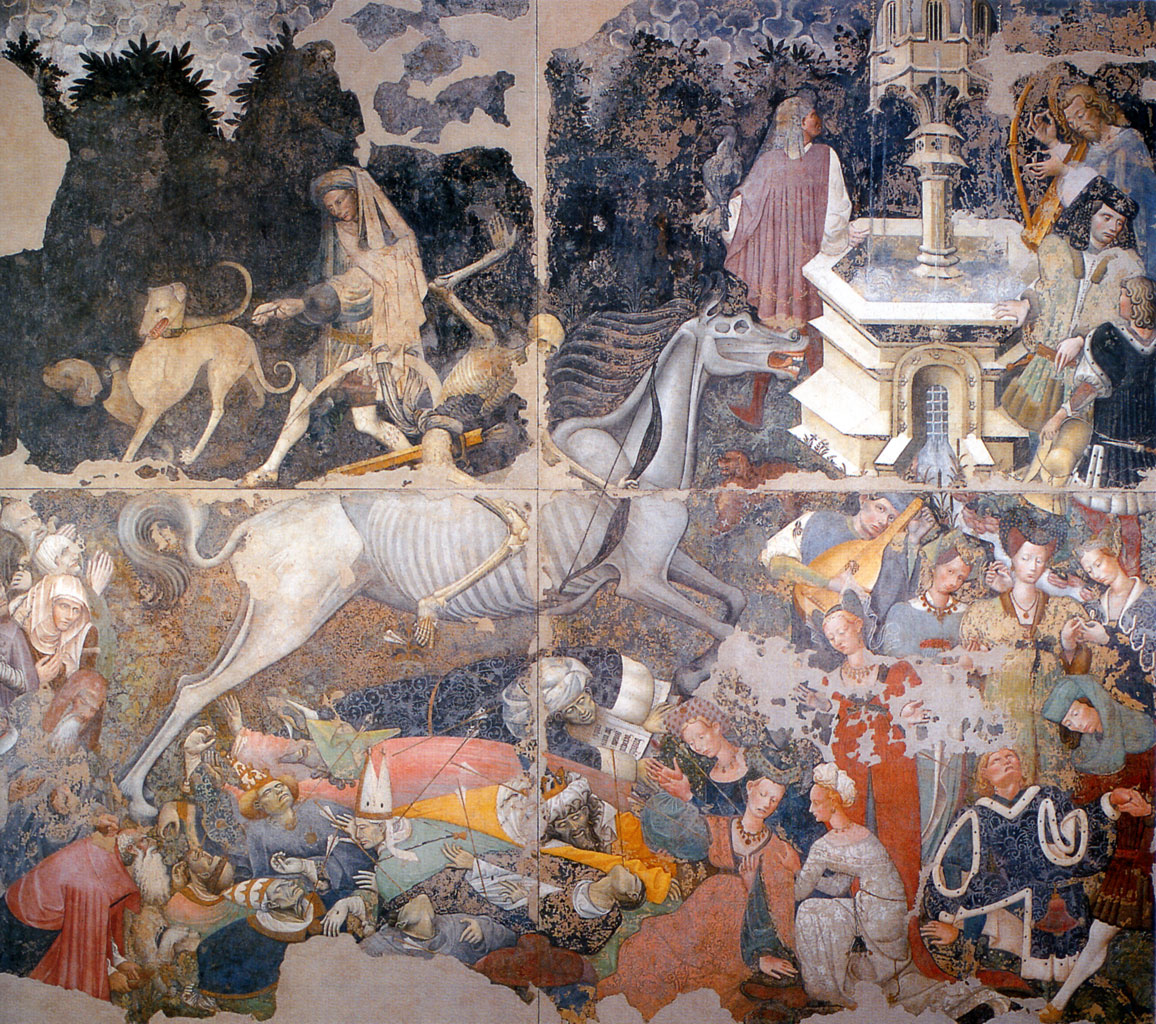
Le Triomphe de la Mort, au palais Abatellis.

Au XVe siècle, dans la cour intérieure du bâtiment, la fresque contenant le Triomphe de la Mort y est peinte. 
L'auteur de la fresque est inconnu, il aurait des influences culturelles diverses, hispaniques, flamandes et italiennes. Le sujet, bien que transparent pour son sens primaire, présente de nombreux aspects qui restent encore à clarifier. Au centre de la composition, sous la représentation de la Mort qui chevauche un cheval squelettique, se trouvent huit cadavres, chaque coup est porté par une flèche d'un exterminateur invisible. Les sabots avant et arrière du cheval délimitent précisément la zone occupée par les corps des huit éventrées, parmi lesquels nous reconnaissons, des chapeaux et des couronnes de deux papes (ou un pape et un antipape), un évêque et un roi.

Le thème du cheval mort descend de l'Apocalypse traditionnellement attribuée à Jean : 

« Je regardai, et voici, parut un cheval d'une couleur pâle. Celui qui le montait se nommait la Mort, et le séjour des morts l'accompagnait. Le pouvoir leur fut donné sur le quart de la terre, pour faire périr les hommes par l'épée, par la famine, par la mortalité, et par les bêtes sauvages de la terre. »

— Jean, La Bible, 6:8 .
 Juste avant chevalier surgit avec un arc, sur un cheval blanc: 

« Et je vis un cheval blanc, dont le coureur avait un arc. »

— Jean, La Bible, 6:2 .
 Le peintre du Triomphe de la Mort semble avoir fusionné les deux iconographies. L'intention de l'artiste est clairement soulignée, pour lui la mort ne ménage pas les hommes de pouvoir.
On trouve un motif commun dans la littérature et particulièrement dans quelques vers du Triumphus Mortis de Pétrarque :

« Et voici que toute la campagne apparut pleine de tant de morts, que prose ni vers ne pourraient le rendre. /
De l’Inde, du Catay, du Maroc et de l’Espagne, cette immense multitude de gens morts dans la longue succession des temps, avait déjà rempli le milieu et les côtés de la plaine. / Là étaient ceux qui furent appelés les heureux : pontifes, rois et empereurs. Maintenant ils sont nus, pauvres et misérables. / Où sont maintenant leurs richesses ? Où sont les honneurs, et les pierreries, et les sceptres, et les couronnes, et les mitres, et les vêtements de pourpre ? »

— Pétrarque, Triumphus Mortis.
Sur le côté gauche, il y a les figures de quelques estropiés ou de mendiants, ou peut-être d'humbles ermites, dans un acte d'imploration au sauvetage humain et divin. Ils sont également au nombre de huit, et leur statut social est opposé à celui des huit hommes de pouvoirs anéantis par la Mort.
Après la Seconde Guerre mondiale, la fresque est exposée dans la Galerie régionale de Sicile du palais Abatellis à travers l'exposition de Carlo Scarpa mise en œuvre en 1954. Elle a fait l'objet d'une restauration par l'Institut supérieur pour la conservation et la restauration, qui lui a redonné une partie de sa lisibilité.

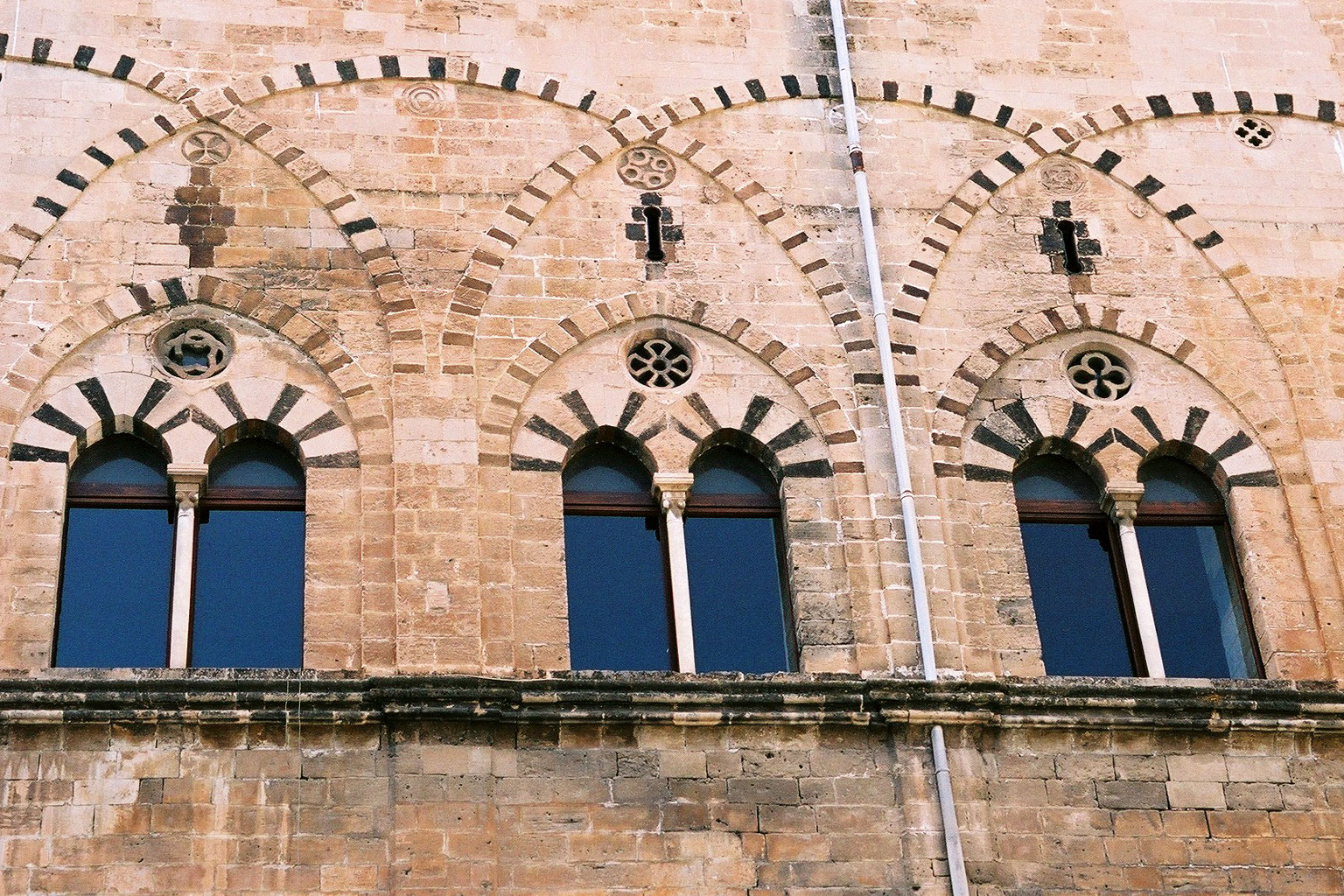
Fenêtres à meneaux, du palais Sclafani.